# Calodia serrata
Calodia serrata är en insektsart som beskrevs av Nielson 1982. Calodia serrata ingår i släktet Calodia och familjen dvärgstritar. Inga underarter finns listade i Catalogue of Life.